# Kirche zum Akathist der Allerheiligsten Gottesmutter Maria (Wien)

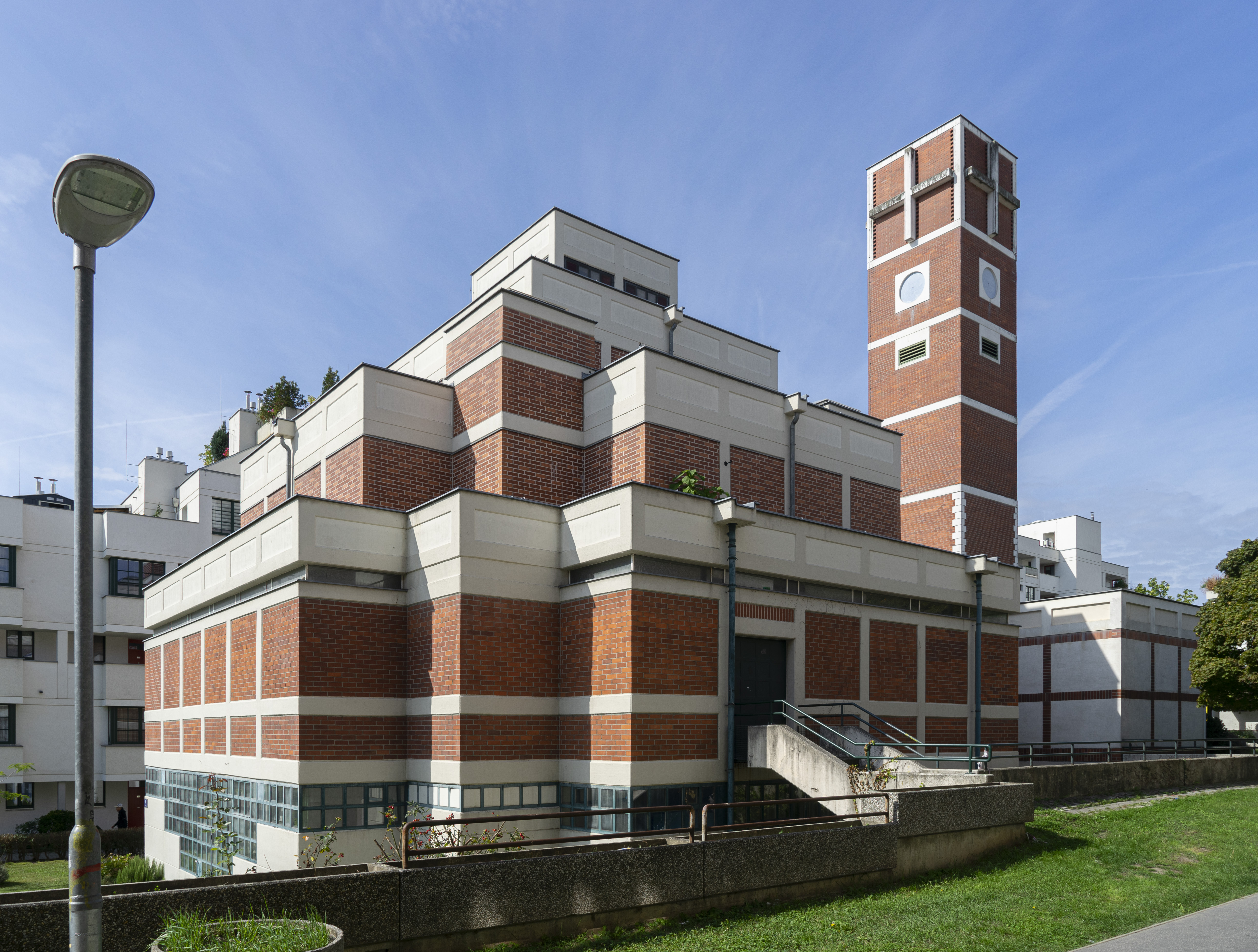
Kirche zum Akathist der Allerheiligsten Gottesmutter Maria

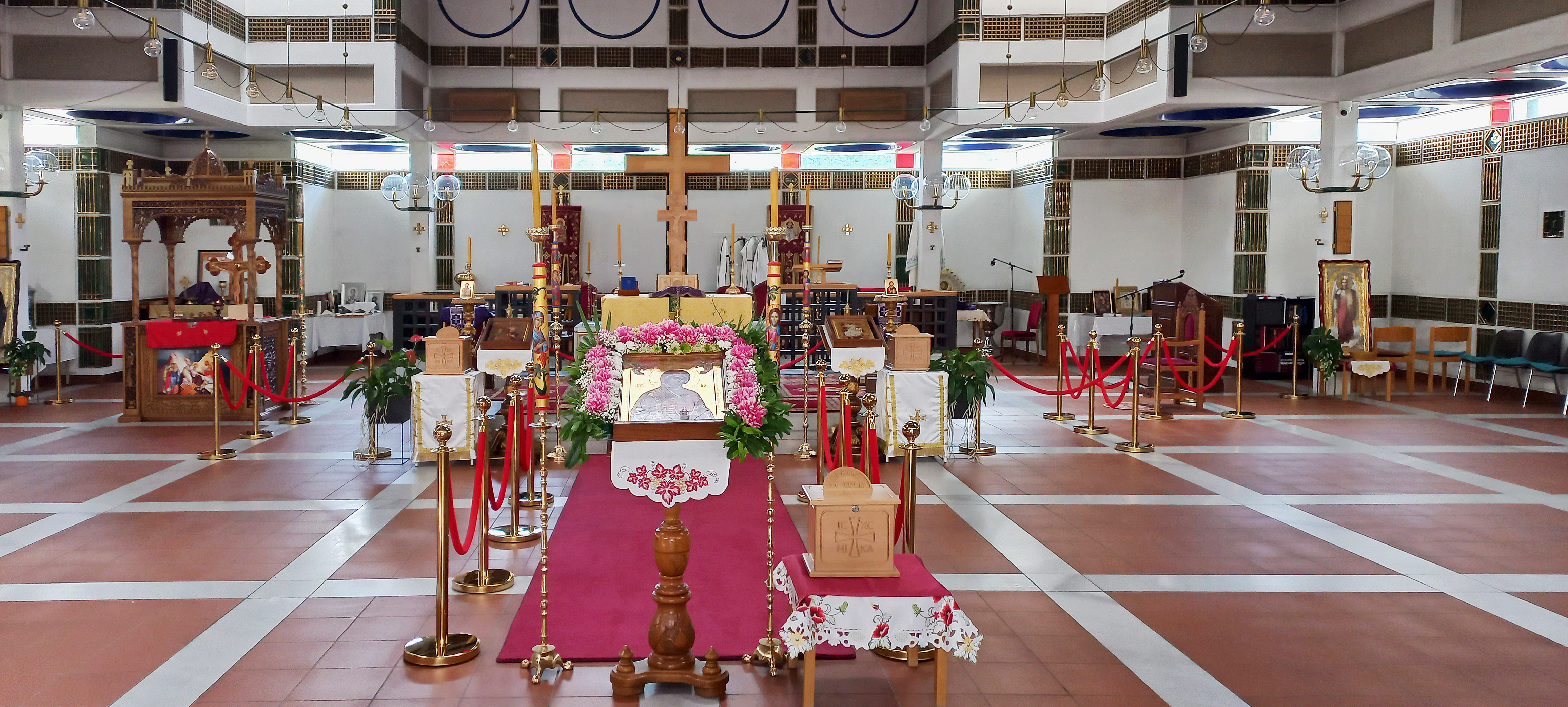
Innenraum des seit 2022 serbisch-orthodoxen Kirchengebäudes

Die Kirche zum Akathist der Allerheiligsten Gottesmutter Maria (serbisch: Храм Акатиста Пресвете Богородице, Hram Akatista Presvete Bogorodice) ehemals Pfarrkirche Am Schöpfwerk war bis 2022 eine römisch-katholische Pfarrkirche, die dem Patronat des hl. Franz von Assisi anvertraut war. Sie war die jüngste Kirche im 12. Wiener Gemeindebezirk Meidling.
Das Gotteshaus gehört zum Dekanat Ost-Österreich, der Eparchie Österreich-Schweiz der Serbisch-Orthodoxen Kirche. Die Kirche ist dem Akathist zu Ehren der Allerheiligsten Gottesmutter Maria gewidmet.
Die Kirche wurde 2022 von der römisch-katholischen Kirche der serbisch-orthodoxen Kirchen zur Nutzung übergeben. Das wurde damit begründet, dass zur Zeit ihrer Gründung im Jahr 1982 am Schöpfwerk gut 5000 Katholiken lebten, aber durch die demographische Entwicklung diese Zahl auf knapp 1000 gesunken war. Gleichzeitig stieg der Anteil der Bewohner mit orthodoxer Konfessionszugehörigkeit. Die mit der Kirche verbundene römisch-katholische Pfarre wurde mit der Pfarre Altmannsdorf zusammengelegt, zu deren Gebiet die Siedlungen am Schöpfwerk bereits vor der Pfarrgründung gehört hatte. Eine Eigentumsveränderung im Grundbuch war damit nicht verbunden. Das Gebäude steht unter Denkmalschutz (Listeneintrag).

## Baubeschreibung
Die Kirche befindet sich am Südhang des Wienerberges im Meidlinger Bezirksteil Altmannsdorf in der Lichtensterngasse 4 am Rande der städtischen Großwohnhausanlage Am Schöpfwerk und wurde 1979–1981 nach Plänen des Architekten Viktor Hufnagl errichtet, der auch die Wohnanlage entworfen hatte. 1982 wurde die römisch-katholische Pfarre Am Schöpfwerk gegründet.
Durch das Gelände bedingt besteht die Kirche aus zwei Ebenen, deren unteres Geschoß die Pfarrgemeinschaftseinrichtungen und die Pfarrkanzlei beherbergte, während im oberen Geschoß der eigentliche Kirchenraum angesiedelt ist. Das Gebäude setzt sich aus kubischen Elementen zusammen, die symmetrisch gestaffelt in Form einer Stufenpyramide aufsteigen. Die tragenden Elemente sind verputzt und bestehen aus einer Stahlbeton-Skelettkonstruktion, während dazwischen Sichtziegelmauerwerk eingefügt ist. Ein siebengeschoßiger Campanile ohne Verbindung zur Kirche erhebt sich beim niedrigen Vestibül des Eingangsbereiches. Dieser trägt keine Glocken, nachdem dies in einer Umfrage unter Anrainern abgelehnt wurde.
Eine Stiege führt von den Räumen des Erdgeschoßes zum zentralen Vestibül, über das der Kirchenraum betreten werden kann. Dieser besteht aus einem Zentralraum über einem griechischen Kreuz mit einem Umgang aus Betonstützen. Die kubischen in den Raum vorkragenden Elemente münden an der Spitze der Stufenpyramide in einer Art Laterne aus Glasfenstern. Der weiße Innenraum, durch grün-goldene Keramikfliesen gegliedert, erinnert an den Jugendstil. In der Decke befinden sich dunkelblaue Kuppeln, die in Kombination mit der Beleuchtung einen Sternenhimmel bilden. Die vier oberen Kuppeln stellen den Sonnengesang dar. Der Raum fasst 220 Sitz- und 400 Stehplätze.
Die Einrichtung bestand in der Zeit als katholische Kirche aus einem zentralen Keramikaltar, der auf zwei Stufen erhöht war. Dahinter befand sich ein Kruzifix aus dem 19. Jahrhundert. Carry Hauser schuf das Bild einer Pietà, Michael Fuchs, der Sohn von Ernst Fuchs, das Bild des hl. Franz von Assisi. Kreuzweg und Weihwasserbecken waren aus Keramik von Franz Josef Altenburg, die Schmuckornamentik stammte von Traude Windbrechtinger.
Im Nordwesten des Kirchenraumes befand sich die quadratische Klarakapelle.